# Polarizátor
Polarizátor je optický element sloužící k vytvoření nebo modifikaci polarizačního stavu vlny.

## Typy polarizátorů
Důležitými technickými parametry polarizátoru jsou: extinkční poměr žádoucí a nežádoucí polarizace
v polarizovaném svazku (tj. míra „čistoty“ může být až 105), ztráty (nebo transmitance) v propustném
směru, oblast použitelných vlnových délek (často celé viditelné pásmo), v neposlední řadě i zorné pole,
udávající rozsah úhlů, pro které polarizátor vykazuje svou funkci. V laserové technice je dále důležitý
dovolený výkon ve světelném svazku (eventuálně energie laserového impulzu), při kterém ještě
nenastává destrukce (je destruována především tmelená vrstva).

### Dichroické polarizátory
Základní funkci tohoto typu polarizátoru si můžeme ozřejmit tím, že odlišné ztráty vzhledem k polarizaci si
představíme vodivostí stejně orientovaných hustých lineárních vodičů (o vzdálenosti menší než vlnová
délka): aplikujme-li pole s polarizaci E ve směru vodičů, pak pole bude silně absorbováno ohmickými
ztrátami, zatímco polarizace kolmá na vodiče nezpůsobí významné ztráty.
Reálná konstrukce se pak řeší anizotropní stavbou dielektrického materiálu, ve kterém je odlišná vazba na přenos náboje. Vytváří se uměle –
pomocí anizotropně tažených dielektrických fólií, které vytvářejí větší ztráty (absorpci) pro jednu orientaci polarizace, pro druhou
jsou tyto ztráty pronikavě menší). V dnešní době mají význam zejména polarizační fólie – nejznámější jsou tzv. polaroidové fólie
H-typu (objevené E.H. Landem), kdy procesem tažení za tepla dostává polyvinilalkohol anizotropní charakter s dlouhými
makromolekulami. Tento materiál je poté impregnován v kapalině obsahující jód; tím dochází k rozdílné absorpci molekul (podél
molekul jsou ztráty vyšší, než napříč).
Jevu se hojně využívá pro stavbu fóliových polarizačních filtrů. Výhodou (zejména oproti hranolům) je
pronikavě nižší cena a podstatně větší plocha. Nejlepší polaroidové polarizátory vykazují dnes extinkční
poměr i 105. Foliové polarizátory se využívají např. u fotografických filtrů. Nevýhodou jsou ztráty
v materiálu: u propustné polarizace nebývají zcela zanedbatelné (50-90%, proto se tyto polarizátory
nehodí např. na výkonové lasery), u nepropustné polarizace jsou o extinční poměr vyšší

### Fázové retardační destičky
Jsou to polarizační zařízení založená na dvojlomu, které způsobují, že pro
šíření kolmo na destičku existují pro světlo dva definované navzájem kolmé směry polarizace s jinou
rychlostí šíření, tedy jiný index lomu. Relativní zpoždění (retardace při šíření) mezi těmito
definovanými směry je dáno tloušťkou prostředí (mluvíme též o tzv. rychlé a pomalé ose). Směry
polarizace, v nichž nastávají odlišné indexy lomu, jsou tedy na destičku jednoznačně vázány. Ostatní
směry polarizace se musí řešit rozkladem daného polarizačního směru do dovolených orientací.
Mimo obecně nastavitelnou retardaci (u tzv. Babinetova kompenzátoru) se často používají fázová zpoždění
definovaná (pro danou vlnovou délku), a to fázové zpoždění π ( tzv. půlvlnné destičky), nebo π/2 (tzv.
destičky čtvrtvlnné). Jsou vytvořeny z dvojlomných materiálů definované tloušťky.
Funkci a použití si nejlépe ujasníme u lineární vstupní polarizace, přičemž provedeme na vstupu rozklad
této lineární polarizace do dvou ortogonálních složek spojených s destičkou, např. x ́ a y ́. Po průchodu
prostředím získá světlo definované zpoždění (retardace) mezi složkami x ́ a y ́, přičemž na výstupu ze
zařízení se světlo opět skládá. Dle natočení fázové destičky se tedy mění velikost rozkladu pole do obou
složek destičky (v případě eliptické vstupní polarizace jsou tyto rozklady vždy dva).

#### Půlvlnná destička
Vytváří fázové zpoždění obou polarizačních složek π. Po průchodu touto destičkou se jedna složka polarizace dostává do relativní protifáze oproti druhé. Toto znamená, že půlvlnná retardace způsobila u lineární polarizace natočení lineárního směru, neboli má funkci rotátoru polarizace. Speciálně důležitý je pak případ stočení polarizace o 90° ke kterému dochází při rozkladu vstupního svazku do os destičky skloněné o 45° oproti ose polarizace vstupního svazku. 

#### Čtvrtvlnná destička
Po průchodu světla destičkou se jedna složka polarizace dostává do relativního zpoždění δ = π/2 oproti druhé. Získáváme obecně eliptickou polarizaci (pravotočivou nebo levotočivou). V případě rozkladu do stejných velikostí složek (rozklad do os skloněných 45°) zajistíme obě podmínky (fázovou i amplitudovou) pro vznik kruhové polarizace. A takto vzniká na výstupu z polarizace lineární polarizace kruhová. Spojením dvou čtvrtvlnných destiček stejně navzájem orientovaných (rychlé osy jsou za sebou) vzniká destička půlvlnná se zmíněnou funkcí rotátoru (bez ohledu na dílčí eliptickou polarizaci mezi nimi).